# Regola (rione de Rome)
Pour les articles homonymes, voir Regola.
Regole est l'un des 22 rioni de Rome. Il est désigné dans la nomenclature administrative par le code R.VII.

## Historique
Pendant la Rome antique, cette zone dépendait du Champ de Mars. Le nom Regola vient du latin Renula qui désignait le sable fin (Rena en italien) que le Tibre laissait après les inondations et était très abondant en cet endroit, la zone étant d'ailleurs en grande partie marécageuse.

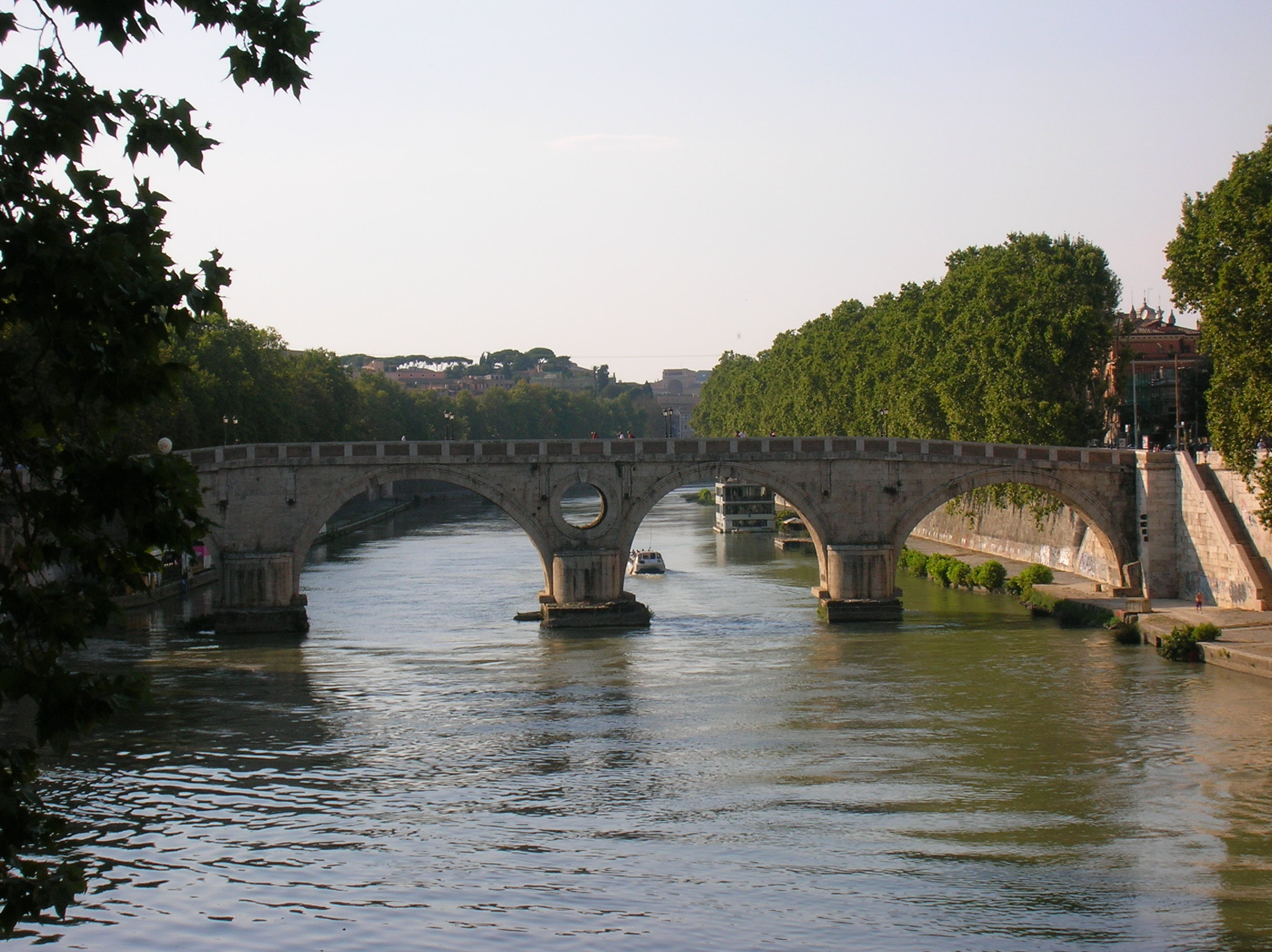
Pont Sisto.

|  |  |

## Sites particuliers

### Édifices civils
- Pont Sisto
- Palais Farnèse
- Palais Spada
- Palais Falconieri
- Palais Monte di Pietà

### Édifices religieux
- Église Sant'Eligio degli Orefici
- Église Santa Maria in Monticelli
- Église Santissima Trinità dei Pellegrini
- Église San Salvatore in Onda
- Église San Filippo Neri
- Église Spirito Santo dei Napoletani
- Église Santa Caterina da Siena
- Église Santa Maria dell'Orazione e Morte
- Église Santi Giovanni Evangelista e Petronio
- Église San Paolo alla Regola
- Église San Tommaso ai Cenci
- Église Santa Maria del Pianto
- Église San Salvatore in Campo
- Église Santa Maria della Quercia
- Église Santa Brigida (Rome)
- Église San Girolamo della Carità
- Église Santa Caterina della Rota
- Église San Tommaso di Canterbury
- Église Santa Maria in Monserrato degli Spagnoli
- Église Santa Lucia del Gonfalone
- Église San Giovanni in Ayno (déconsacrée)